# Andreas Matt
Andreas „Andy“ Matt (* 19. Oktober 1982 in Zams) ist ein ehemaliger österreichischer Freestyle-Skiläufer in der Disziplin Skicross. Er wurde 2009 Weltmeister in dieser Disziplin, gewann 2010 die Silbermedaille bei den Olympischen Spielen, 2011 WM-Bronze und den Gesamtweltcup. Seine Brüder Mario (* 1979) und Michael (* 1993) waren bzw. sind alpine Skirennläufer.

## Biografie
Andreas Matt ist gelernter Tischler und war in seiner Jugend Snowboarder. Nachdem sein drei Jahre älterer Bruder Mario im Jänner 2000 überraschend den Slalom in Kitzbühel gewonnen hatte, begann Andreas wieder Ski zu fahren und ernsthaft zu trainieren. Er nahm an kleineren nationalen Rennen teil und war im Jänner 2003 Vorläufer bei den Damen-Weltcuprennen am Patscherkofel. Wenig später wurde er vom ehemaligen österreichischen Skirennläufer und Salomon-Rennsportleiter Günther Mader für die Freestyle-Skiing-Disziplin Skicross entdeckt.
In der Saison 2003/04 fuhr Matt erstmals im Freestyle-Skiing-Weltcup und erreichte in seinem zweiten Rennen als 27. die ersten Weltcuppunkte. Nach zwei eher durchwachsenen Wintern mit nur einer Platzierung unter den besten 15 fuhr er in der Saison 2006/07 auf die Ränge sieben und zehn und kam bei der Weltmeisterschaft 2007 in Madonna di Campiglio bis ins kleine Finale und belegte am Ende Rang sechs. Seinen ersten Podestplatz im Weltcup erreichte er im letzten Rennen der Saison 2007/08 mit Platz drei in Valmalenco.
Der endgültige Durchbruch zur Weltspitze gelang ihm im Winter 2008/09. Matt fuhr im ersten Weltcuprennen der Saison, in St. Johann in Tirol, auf Rang zwei hinter dem Schweizer Mike Schmid und gewann wenige Tage später, am 10. Jänner 2009, in Les Contamines sein erstes Rennen im Skicross-Weltcup. Dazu folge noch ein dritter Platz in Myrkdalen-Voss. Seinen bisher größten Erfolg feierte er am 2. März 2009 bei der Weltmeisterschaft im japanischen Inawashiro, wo er die Goldmedaille vor seinem Teamkollegen Thomas Zangerl gewann. Die letzten beiden Saisonrennen konnte er nicht mehr bestreiten, da er sich bei der Qualifikation für das Skicross-Rennen in Meiringen-Hasliberg eine Beckenprellung zuzog. Im Skicross-Weltcup belegte er Rang sechs.
Die folgende Saison 2009/10 begann nicht ganz nach Wunsch, jedoch konnte sich Matt immer weiter steigern und gewann schließlich am 20. Jänner 2010 in Blue Mountain sein zweites Weltcuprennen. Dazu folgte ein zweiter Platz in Lake Placid hinter dem Kanadier Christopher Del Bosco. Einen Monat später, am 21. Februar, gewann Matt bei den Olympischen Winterspielen 2010 in Vancouver die Silbermedaille im Skicross. Er beendete alle Läufe auf Rang zwei und wurde im großen Finale schließlich nur von Mike Schmid besiegt.
Am 29. Jänner 2011 gewann Matt in Grasgehren sein drittes Weltcuprennen und fuhr als Weltcupführender zu den Freestyle-Weltmeisterschaften im Deer Valley Resort, im US-Bundesstaat Utah, wo er am 4. Februar mit Bronze seine zweite WM-Medaille gewann. Er musste sich im Finale Christopher Del Bosco und dem Finnen Jouni Pellinen geschlagen geben. Am 3. März gewann Matt in Grindelwald zum vierten Mal im Weltcup. Drei Tage später sicherte er sich mit Platz zwei in Hasliberg vorzeitig die Skicross-Disziplinenwertung. Diesen Erfolg untermauerte Matt mit einem weiteren Sieg am 13. März im schwedischen Branäs. Durch einen fünften Platz im letzten Saisonrennen am 19. März in Myrdalen-Voss verlor er den Kampf um die große Kristallkugel für den Freestyle-Gesamtweltcupsieg an den Buckelpistenfahrer Guilbaut Colas, der tags darauf am selben Ort den dafür notwendigen Tagessieg erreichte. In der Saison 2011/12 stand Matt bei Weltcuprennen dreimal auf dem Podest, darunter einmal als Sieger.
Verletzungsbedingt kam Matt in der Weltcupsaison 2012/13 nicht über einen fünften Platz hinaus. Im Winter 2013/14 konnte er wieder an die Leistungen früherer Jahre anknüpfen. Er stand dreimal auf dem Podest eines Weltcuprennens, darunter einmal als Sieger. In der Disziplinenwertung duellierte er sich mit dem Schweden Victor Öhling Norberg und musste sich diesem letztlich äußerst knapp mit zwölf Punkten Rückstand geschlagen geben. Etwas enttäuschend verliefen für ihn die Olympischen Winterspiele 2014, bei denen er den 14. Platz belegte. Am 15. September 2016 trat der Tiroler als aktiver Skicrosser zurück.
Andreas Matt ist verheiratet und Vater von zwei Söhnen.

## Erfolge

### Olympische Spiele
- Vancouver 2010: 2. Skicross
- Sotschi 2014: 14. Skicross

### Weltmeisterschaften
- Madonna di Campiglio 2007: 6. Skicross
- Inawashiro 2009: 1. Skicross
- Deer Valley 2011: 3. Skicross
- Voss 2013: 16. Skicross
- Kreischberg 2015: 9. Skicross

### Weltcupwertungen
- Saison 2008/09: 6. Skicross-Weltcup
- Saison 2009/10: 10. Gesamtweltcup, 4. Skicross-Weltcup
- Saison 2010/11: 2. Gesamtweltcup, 1. Skicross-Weltcup
- Saison 2011/12: 5. Skicross-Weltcup
- Saison 2013/14: 9. Gesamtweltcup, 2. Skicross-Weltcup

### Weltcupsiege
Matt errang bisher 21 Podestplätze, davon 7 Siege:
| Datum             | Ort            | Land        |
| ----------------- | -------------- | ----------- |
| 10. Jänner 2009   | Les Contamines | Frankreich  |
| 20. Jänner 2010   | Blue Mountain  | Kanada      |
| 29. Jänner 2011   | Grasgehren     | Deutschland |
| 3. März 2011      | Grindelwald    | Schweiz     |
| 13. März 2011     | Branäs         | Schweden    |
| 18. Dezember 2011 | Innichen       | Italien     |
| 15. Dezember 2013 | Val Thorens    | Frankreich  |

### Weitere Erfolge
- 4. Gesamtwertung Saab Salomon Crossmax Series 2006

## Auszeichnungen (Auszug)
- 2009: Goldenes Ehrenzeichen für Verdienste um die Republik Österreich[4]